# アドトランツ
アドトランツ（ADtranz ）は、ABB Daimler Benz Transportation の略称で、1996年から2001年まで存在したドイツの鉄道システム製造企業である。2001年にカナダのボンバルディアに買収されたが、実質的にはボンバルディア・トランスポーテーション（本社は引き続きベルリン）として存続している。

## 沿革
1996年、スウェーデンに本社を置く総合電機メーカー・アセア・ブラウン・ボベリ(ABB)の鉄道システム部門と、ダイムラーの前身で、欧州最大の企業グループ「ダイムラー・ベンツグループ」の鉄道システム部門AEGが統合され、ABBダイムラー・ベンツトランスポーテーション (ABB Daimler Benz Transportation)、略称「アドトランツ」(Adtranz)設立。
1999年、ABB持株分がダイムラー・クライスラーに売却されたことにより、社名がダイムラー・クライスラーレイルシステムズ (Daimler Chrysler Rail Systems) に変更、ブランド名「アドトランツ」となる。
2001年、カナダに本社を置く重工業メーカーであるボンバルディアに買収される。

## 概要
ドイツ・ベルリンに本社を置き、世界60カ国に約2万4000人の従業員を有した。計14種類の商品群からなる組織は、4つのビジネスセグメントに大別される。
※以下、アドトランツ公式資料に基づく（製品/中核となる支社）

### マス・トランジット (Mass Transit)
- AGTS（ピープルムーバー）/ピッツバーグ（アメリカ）
- 路面電車/ニュルンベルク（ドイツ）
- 地下鉄/ダービー（イギリス）
- トータル鉄道システム/ダービー（イギリス）
- 鉄道施設/フランクフルト（ドイツ）

### メイン・ライン (Main line)
- 地域内電車/ベルリン（ドイツ）
- 都市間・地域間電車/ベステラス（スウェーデン）
- 電気・ディーゼル機関車/チューリッヒ（スイス）
- 信号システム/レディング（イギリス）

### システム&コンポーネント (System&Components)
- 台車/ジーゲン（ドイツ）
- 車体/ダービー
- 制御装置/チューリッヒ
- 駆動装置/ウィーン（オーストリア）

### マーケティング&サービス (Marketing&Service)
- カスタマーサポート/ダービー